# Polyommatus hyrcanus
Polyommatus hyrcanus är en fjärilsart som beskrevs av Felder 1860. Polyommatus hyrcanus ingår i släktet Polyommatus och familjen juvelvingar. Inga underarter finns listade i Catalogue of Life.